# 御金蔵破り (1981年のテレビドラマ)
『御金蔵破り』（ごきんぞうやぶり）は、1981年（昭和56年）から1983年（昭和58年）にかけてフジテレビ系列の「時代劇スペシャル」の中で放映された東映制作の単発時代劇シリーズ。若山富三郎主演。全4作。

## 概要
1964年の映画『御金蔵破り』のリメイク作品である。

## キャスト
- 大蛇の富蔵(第1作)、闇の牙・市兵衛(第2作・第3作)、花和尚の市兵衛(第4作)…若山富三郎

## 放映リスト
- 御金蔵破り（1981年6月12日）

監督：田中徳三
脚本：志村正浩
ゲスト：半次：林与一、お仙：岸田今日子、勘兵衛：花沢徳衛、神谷帯刀：岸田森、おこう：宇津宮雅代、弥太五郎：梅沢昇、嘉助：金子研三、牢名主：関山耕司、紋太：川本勝久、おくみ：水谷亜希子、お民：近衛れい子、お千代：井沢明子、さよ：末永容子、竹造：日尾孝司、将軍：丹治勤、伝造：秋山勝俊、林肥後守：中村錦司
村居京之輔、高山成夫、工藤英夫、手嶋秀人、福本清三、毛利清二、笹木俊志、矢部義章、志茂山高也、森源太郎、藤沢徹夫、大月正太郎、岡嶋艶子、藤長照夫、壬生新太郎
- 新・御金蔵破り（1982年3月19日）

監督：黒田義之
脚本：飛鳥ひろし
ゲスト：夜叉神一心：瑳川哲朗、お桐：野川由美子、隠岐仙太夫：花沢徳衛、お朝：菊地優子、三次：大和田伸也
白木みのる、佐山俊二、待田京介、須藤健、江幡高志、守田学哉、辻萬長、河合絃司、小田部通麿、西田良、川本勝之、有川正治、秋山勝俊、桐山浩一、大和義武、滝洸一郎、丹治勤、人視比呂志、手嶋秀人、高山成夫、近衛れい子、朝日奈あけみ、前川恵美子、京あけみ、宮嶋真理子、疋田泰盛、森源太郎、大矢敬典、大月正太郎、宮城幸生、福本清三、川端信司、壬生新太郎、鍛冶和美、岡嶋艶子
- 御金蔵破り 家康の首（1983年1月14日）

監督：黒田義之
脚本：飛鳥ひろし
ゲスト：小太郎：林与一、夜叉神一心：瑳川哲朗、仁大夫：大木実、お稲：紀比呂子
香山武彦、菊地優子、京春上、大場順、梅沢昇、小田部通麿、守田学哉、重久剛一、加茂正、谷しげる、中村錦司、滝洸一郎、小島巌、宍戸大全、水谷亜希子、朝比奈あけみ、末永容子、宮嶋真理子、大川かつ子、宮城幸生、小船秋夫、久保政行、手嶋秀人、森源太郎、池田謙治、小谷浩三、世羅豊、大江光、岡嶋艶子
- 御金蔵破り 佐渡の金山を狙え（1983年5月27日）

監督：黒田義之
脚本：松本功、滝洸一郎
ゲスト：浪切りお吉、岡田奈々、九紋竜の吉次：加納竜、林冲の吉三：清水綋治、庄右衛門：加藤嘉、大久保常陸守：小池朝雄
内藤武敏、菅貫太郎、谷しげる、三島ゆり子、守田学哉、トビー門口、関山耕司、広瀬義宣、佐藤晟也、朝比奈あけみ、大川かつ子、末永容子、早瀬みどり、近衛れい子、秋山勝俊、橋本春彦、久保政行、青野真己、久野泰助、宮嶋真理子、笹木俊志、疋田泰盛、世羅豊、宮城幸生、福本清三、木谷邦臣、小船秋夫、和田昌也、大城泰、島田秀雄、白井滋郎、東孝、川辺俊行、石井洋充、泉好太郎